# Sweet Kisses
Sweet Kisses es el primer álbum de estudio de la cantante estadounidense de pop Jessica Simpson. Este fue lanzado por el sello Columbia Records alrededor del mundo, durante el tercer trimestre del año 1999. El disco fue lanzado cuando Simpson solo tenía 19 años de edad; lo que la llevaría a ser una de las grandes responsables de la revitalización que experimentó el pop adolescente en la industria de la música, a finales de los años 90, tal y cómo había ocurrido hacia una década atrás.
El álbum tuvo fuertes competencias, debido al gran movimiento de música pop que se vivo en 1999, a causa de los lanzamientos de los álbumes debut de Britney Spears y Christina Aguilera. Cabe destacar que Jessica fue nombrada por los críticos como las tercera Princesa Pop de fines de los 90s a inicios del 2000.
Con el lanzamiento del sencillo "I Wanna Love You Forever", Jessica se convirtió en un fenómeno del pop, el sencillo llegó al número tres en el Billboard Hot 100. Cada sencillo lanzado en el Reino Unido llegó a estar entre los diez primeros puestos en el UK Singles Chart. También en el álbum se incluyen dos duetos: "Where You Are" con Nick Lachey para ese entonces su futuro marido y "Woman in Me", con el grupo de R&B estadounidense Destiny's Child.
Sweet Kisses logró tener un buen recibimiento tanto en Norteamérica como en Europa y Oceanía. Fue certificado 2 Platino en los Estados Unidos, Platino en Canadá y Oro en Noruega. El álbum logró vender 2 millones de copias solo en EE. UU. y a nivel mundial 5 millones de copias, convirtiéndose en uno de los álbumes de mayor éxito de todos los tiempos por una cantante joven femenina y el segundo álbum de mayor éxito de Simpson hasta la fecha.

## Antecedentes
A principios de los años 90s, la industria de la música experimentó un cambio radical en el estilo de música escuchada por las grandes masas.
Simpson primero desarrollado y nutrido su talento en la iglesia bautista local, donde su padre trabajó como ministro de jóvenes de la congregación. Con tan solo 12 años de edad, hizo una prueba para Mickey Mouse Club, pero no lo logró. Mientras asistía a un campamento de la iglesia, a la edad de 13 años, Simpson cantó "I Will Always Love You" de Whitney Houston. En este campamento un ejecutivo de un sello evangelio cristiano, Proclaim Records, descubrió Simpson y su firma a un contrato de grabación. Desde los 13 a 16 años de edad, Simpson trabajó en su disco debut para el sello, titulado Jessica. La disquera entró en bancarrota antes de que el álbum fuera puesto en libertad. El álbum más tarde fue lanzado independientemente, pero fue un fracaso total.

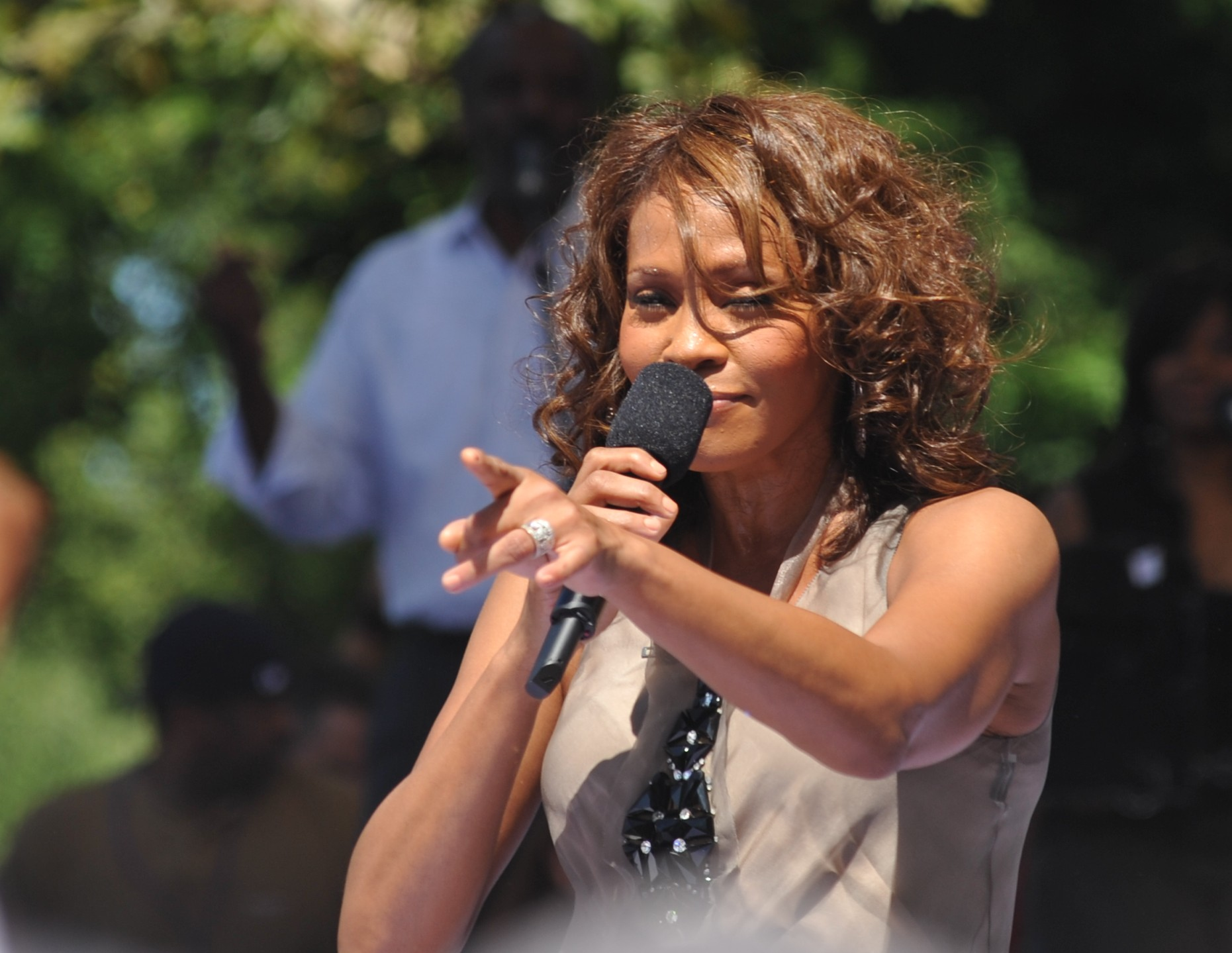
Whitney Houston fue la estrella principal en la que Simpson se inspiró para este álbum.

Simpson atrapó la atención de Tommy Mottola, presidente de Columbia Records/Sony Music. Mottola quedó atónito cuando escucho la voz de Simpson. Jessica dejó claro que solo trabajaría con el si mantenía su identidad. A inicios de 1997 Jessica firma contrato con Columbia Records/Sony Music. Mottola comparó la voz de Simpson como la de Mariah Carey. Luego de firmar el contrato abandonó la escuela secundaria, pero más tarde obtuvo su GED. Debido al éxito de la corriente principal de los artista pop adolescente Britney Spears y Christina Aguilera, la disquera se sentía álbum de debut de Simpson que funcionan tan bien, pero no también como el de Spears y Aguilera. Simpson comenzó inmediatamente a trabajar con productores como Luis Biancaniello, Robbie Nevil, Evan Rogers, y Rooney Cory. Biancaniello trabajado con Simpson en tres de los once álbumes de canciones, incluyendo "I Wanna Love You Forever", "Where You Are" y "Heart of Innocence". Ella también trabajó con Cory Rooney, quien había trabajado previamente con artistas como Mariah Carey y Jennifer López, entre otros. Rooney produjo la canción «I Think I'm in Love with You», que fue lanzado más adelante como el tercer sencillo del álbum. Juntos, con Nick Lachey grabó un dueto, titulado «Where You Are», que más tarde se convirtió en el segundo sencillo del álbum. Ella también trabajó con Destiny's Child, que ya había lanzado dos álbumes de gran éxito, con su anterior álbum, "The Writing's on the Wall", siendo certificado 8x Platino por la RIAA.
Simpson también ha colaborado con Sam Watters para el álbum. Watters produjo los sencillos "I Wanna Love You Forever" y "Where You Are", así como "Heart of Innocence". Watters también coescribió la canción "I Wanna Love You Forever", junto con Louis Biancaniello. Carl Sturken y Evan Rogers también produjo las canciones "I've Got My Eyes On You" y "Betcha She Don't Love You" juntos, aunque ni los temas fueron lanzados como sencillos. La etiqueta de Simpson quería de "Sweet Kisses" fuera diferente a los álbumes debut de Aguilera y Spears, en el que eran subidas de tono sexual, en especial los sencillos de plomo de los dos discos.

## Composición

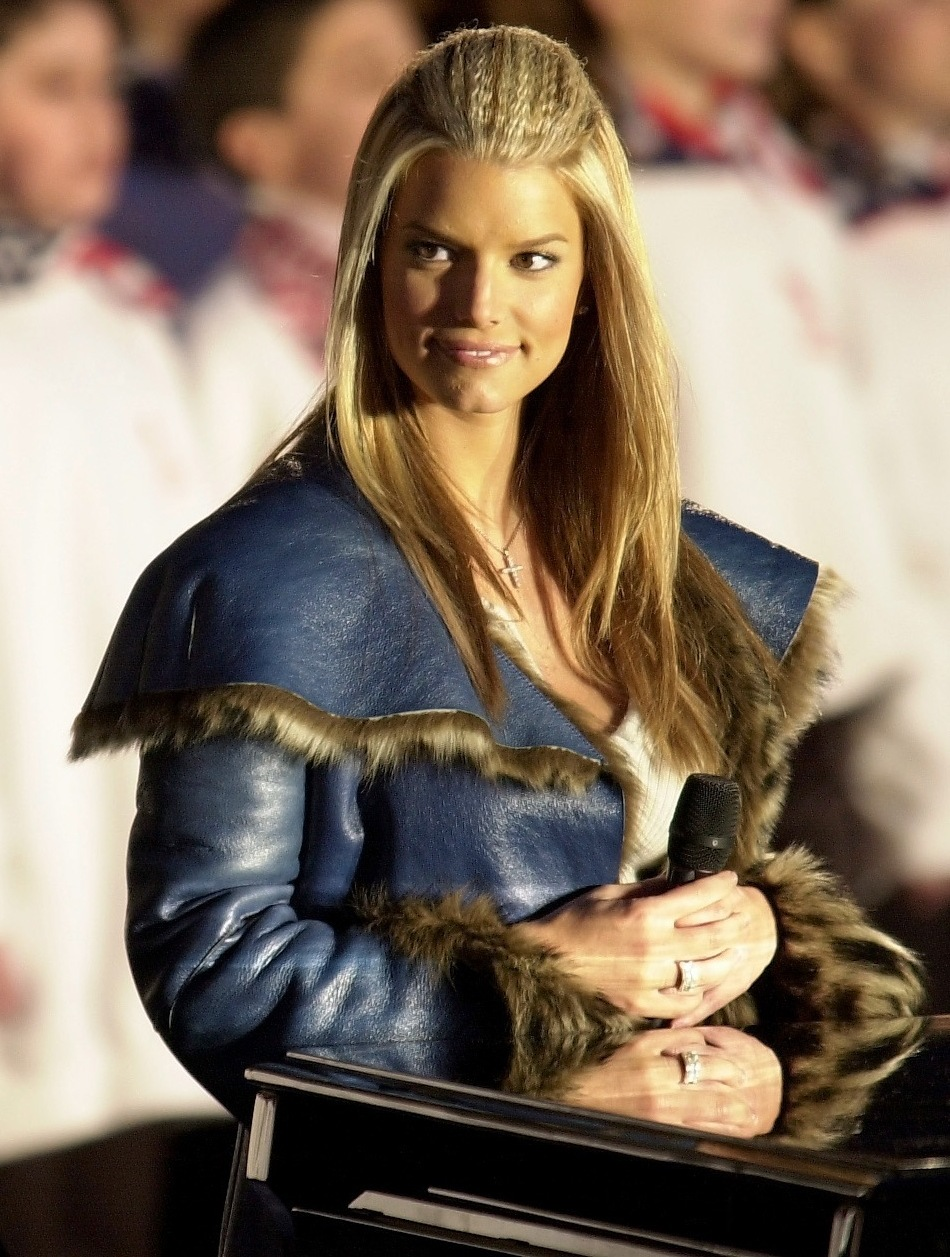
Jessica en el 2000

El álbum se ocupa principalmente de temas de amor, romance, y la vida desde una perspectiva adolescente. "I Wanna Love You Forever", fue escrito, compuesto y producido por Louis Biancaniello y Sam Watters. La canción es una balada de amor oscuro agridulce, mostrando la poderosa voz de Simpson. A pesar de que Biancaniello Watters se acreditan en forma conjunta para escribir y componer la canción, en la actualidad, no se sabe exactamente cuál de los dos escribió su letra y que compone su música. Según el libro de partituras publicadas por Hal Leonard Corporation en Musicnotes.com, "I Wanna Love You Forever" es un campo común de compás de canciones, con una tasa de ritmo de 132 pulsaciones por minuto. Se encuentra en la clave de b menor con la voz de Simpson, que van desde los nodos tonal de B3 a C5. La canción sigue una secuencia básica de I-II-IV-II-VV progresión. "I Think I'm In Love With You", fue escrito y producido por Cory Rooney y Dan Shea en 1998. La canción fue grabada en Lobo Recording Studios, Deer Park, Long Island y Hit Factory, de Nueva York y mezclado por Mick Guzauski. Los coros fueron proporcionados por Jennifer Karr y Harrell Chevis. La canción es un pop dance con para adolescentes al estilo de la época. La canción fue considerada por muchos críticos como una canción muy pegadiza, agradable y veraniego. "Where Are You" fue escrito por Louis Biancaniello y Sam Watters (los dos también produjo la canción) con la escritura de la asistencia de Adamantia Stamatopoulou y Simpson el entonces novio (ahora exmarido) Nick Lachey.Debido a la letra sentimental de la moneda única, también se incluyó en la banda sonora de la película adolescentes del 2000 "Here on Earth".
"Heartbreak Final" musicalmente es un uptempo dance-pop, que utiliza pesados auto-tune en ciertas partes para mejorar el desempeño vocal de Simpson. Líricamente, la canción habla de la rotura de un nomiazgo de Simpson en el pasado. "Woman in Me" es una canción con influencia de R&B, este tema del disco cuenta con la participación de grupo Destiny's Child. Líricamente, la canción se refiere a "mujer que quiere ser Simpson", y cada vez mayor a amarse a sí misma exactamente quién es.
"I've Got My Eyes on You" es un uptempo dance-pop que ve cantando Simpson en un tono moderado bajo en la canción. Líricamente, la canción habla de Simpson están interesados en un chico. La canción es la más subido de tono que el resto del álbum, y es visto como una pista similar a la de Britney Spears. "Betcha She Don't Love You" es un uptempo pop-rock, que también cuenta con influencias del Hip-Hop y R&B.
"My Wonderful" es una balada de amor, que es moderadamente pasa a través de los versos, aunque lento en el coro. "Sweet Kisses", la canción que da título álbum, es una balada de amor similar a la anterior sencillo. La canción cuenta con una guitarra acústica que juega sobre un suave toques R&B. La canción lírica trata de cómo Simpson ama a sus novios. "Your Faith in Me" es otra balada pop, que juega con muchos instrumentos tales como el violín y el piano. "Heart of Innocence" es la canción de cierre de discos y es una balada que ve Simpson cantando a una antiguo amante a quien ella todavía tiene sentimientos por él.

## Sencillos

### I Wanna Love You Forever
"I Wanna Love You Forever", es el sencillo debut de Jessica Simspon. Su estreno fue realizado en las radios de Estados Unidos, el 28 de septiembre de 1999. La fue escrita y producida por Louis Biancaniello y Sam Watters. La pista es una oscura balada de amor agridulce, mostrando la poderosa voz de Simpson. 

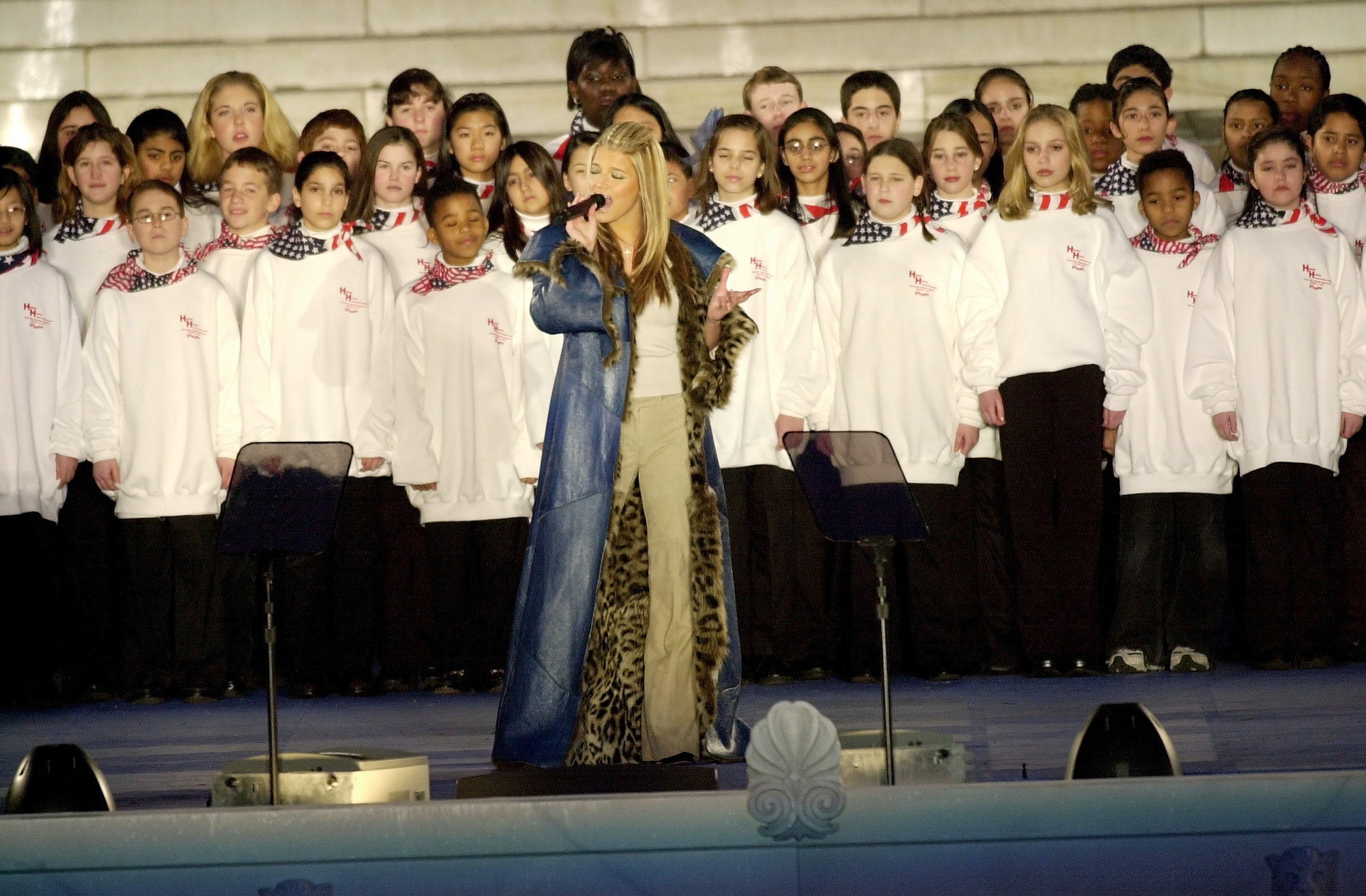
Jessica Simpson interpretando a «I Wanna Love You Forever» en el 2000.

En su video debut Jessica muestra una imagen muy virginal. El vídeo no se ajusta a la dramática historia de la canción. El director de video fue Bille Woodruff. Jessica habló una vez de la idea de un segundo vídeo, pero esto nunca fue un hecho. El vídeo debut en TRL el 23 de noviembre de 1999 en el número #10.
En los estados Unidos "I Wanna Love You Forever" fue todo un existo Billboard Hot 100 donde duró 20 semanas. La canción hizo su debut en Billboard Hot 100 el 16 de octubre de 1999 en la posición #69 luego, el 11 de diciembre de 1999 llegó a su posición más alta #3, allí duró 4 semanas en esa posición. Y logra la posición número uno en Billboard Hot 100 Singles Sales. Logró la certificación de Platino tras superar el 1,000,000 de copias vendidas solo en este país. En Canadá logró posicionarse en la lista de los diez primeros de la cartelera musical más importante de este país. Internacionalmente, la canción fue un éxito similar, ya que alcanzó su punto máximo dentro de los diez primeros en la mayoría de países europeos y Australia. En Europa "I Wanna Love You Forever" ingresó exitosamente a las listas musicales, ya que llegó a su punto máximo dentro de los diez mejores canciones en la mayoría de las naciones europeas. En Australia la canción debuta en 10 mejores posiciones de ARIA Charts, más adelante fue certificado platino por vender 70,000 copias.

### Where You Are
"Where You Are" fue el segundo sencillo de Sweet Kisses. Fue lanzado solamente en Norteamérica a principios del 2000. El sencillo (cuenta con la colaboración de Nick Lachey). "Where You Are" fue escrita por Louis Biancaniello y Sam Watters (los dos también produjeron el disco) con la ayuda de A. Stamatopoulou. Por su letra romántica, también se incluyó en la banda sonora de la película del año 2000 para adolescentes Here on Earth.
El video musical fue dirigido por Kevin Bray, el video es relativamente bajo y las características clave. "Where You Are" debutó en Billboard Hot 100 el 1 de abril de 2000 en la posición #73, luego el 15 de abril de 2000 llega a su punto más alto en el Chart: #62 se mantuvo dos semanas en esta misma posición.

### I Think I'm In Love With You
"I Think I'm In Love With You" fue el tercer y último sencillo extraído de su álbum debut. Fue lanzado el 18 de mayo de 2000 en los Estados Unidos. Escrita por Cory Rooney y Dan Shea, y producido por Rooney. Simpson registró una versión en español de la canción titulada "Tal vez Es Amor". El video musical comienza con Simpson y sus amigos reunión de un grupo de hombres descarga de muebles a partir de una furgoneta, antes de salir y ser seguido por los hombres a lo largo de la carretera a un parque de atracciones, donde ambos grupos se pasan el día juntos. El video fue dirigido por Nigel Dick. El sencillo debutó en el Billboard Hot 100 el 1 de julio de 2000, en el #63. Debido en gran medida de la fuerza de su difusión radial del sencillo alcanzó #21 en su séptima semana y se mantuvo en esa posición durante 3 semanas. El sencillo se mantuvo en la lista durante 16 semanas, con su última aparición el 14 de octubre de 2000 en el número 96, en gran medida de la fuerza de su radiales, que llegó a las cinco en el Billboard Top 40 Mainstream gráfico y logrado el éxito en el Adulto Contemporáneo y Rhythmic Top 40. En Canadá, el sencillo alcanzó el top 20 en el #14. En el Reino Unido, "I Think I'm In Love With You", debutó en el #15 al instante el 15 de julio de 2000. El sencillo se mantuvo en el gráfico de 7 semanas. En Bélgica, el sencillo debutó en el número #14 el 1 de julio de 2000, en su tercera semana el sencillo alcanzó #3 y se mantuvo en esa posición durante 4 semanas. En total, el sencillo se mantuvo en la lista durante 6 semanas. En Suiza, el único debutó en el #61 el 25 de junio de 2000 en su próxima semana ocupó el puesto #41. El sencillo se mantuvo en el gráfico de 12 semanas, su última semana de brujas el 17 de septiembre de 2000.
En Australia, "I Think I'm In Love With You" se convirtió en su segundo sencillo para llegar al top 10 en el gráfico ARIA, después de "I Wanna Love You Forever", que alcanzó el #9. El único debutó el 25 de junio de 2000, en el #30 y en la semana siguiente entró en el top 20. En su quinta semana, el sencillo alcanzó #10. Permaneció en la tabla por 15 semanas. La canción fue certificado de oro por la venta de 35.000 copias.

## Recepción

### Recepción crítica

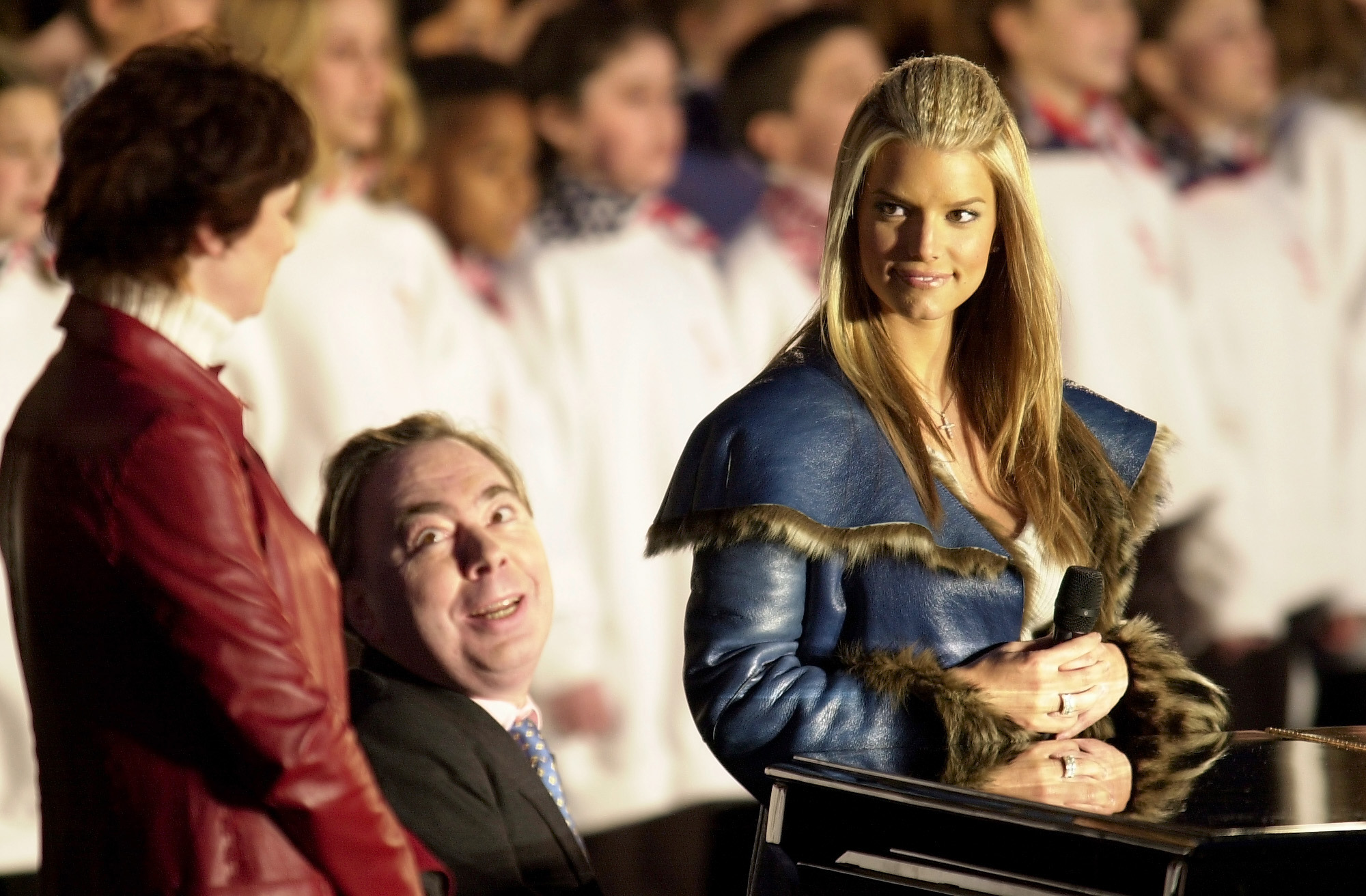
Jessica en 54th Presidential Inaugural Opening Celebration.

El álbum recibió críticas mixtas en su mayoría. Por parte de Allmusic "Sweet Kisses", recibió críticas positivas: el álbum era pop adolescente pero al mismo tiempo para un público más adulto contemporáneo, "I Wanna Love You Forever" como baladas fue un éxito, y le di la oportunidad a Jessica de mostrar su gran voz. Ella tiene una voz parecida a la de Christina Aguilera y Mariah Carey. Como la mayoría de los álbumes pop adolescentes, Sweet Kisses sufre de materiales incompatibles, pero el relleno está bien producido y realizado, hacer el disco tan audible como el álbum debut de Aguilera. Como cuestión de hecho, Simpson demuestra con este estreno que podía muy bien ser un popster adolescente que podría fácilmente hacer la transición al artista adulto - y que la pone en una liga enrarecida con Aguilera y los callejones. Entertainment Weekly le dio al álbum un C-, afirmando que "Jessica Simpson, es una melodramática de 19 años, emite un sonido descarado de Mariah Carey en Sweet Kisses, un álbum mediocre, falta el objetivo alma casi todo el tiempo. People Magazine fue menos crítico del álbum, Jessica Simpson es tan difícil elegir de una línea de lookalike pájaros cantores adolescentes como su éxito sin aliento "I Wanna Love You Forever" es difícil de diferenciar del resto del Top 40 de radio. Hasta el momento, el álbum debut de Simpson no ha anotado el mismo éxito que los álbumes debut de Britney Spears y Christina Aguilera. Pero ten por seguro que hay más galletas como "I Wanna" en corte de Simpson. Una cancioncilla, titulado "Where You Are", es un dueto con Nick Lachey. A diferencia de sus rivales musicales, Simpson de 19 años de edad no es un exmiembro de Mickey Mouse Club de Disney. Ella audicionó para la serie a los 12 años, pero no logró entrar. Además de su creación, la historial de Simpson es diferente a la de las demás pues es una artista que comenzó en un circuito de la música cristiana. Robert Christgau dio al álbum una D, exclamando: "Simpson es una rubia que salió de porristas para prepararse al mundo del espectáculo ofrecido.

### Ventas e impacto

"Sweet Kisses" ha vendido 2.000.000 copias según Nielsen SoundScan.

Inicialmente, el álbum debutó en el número #65 en el Billboard 200, significativamente inferior a lo esperado por Columbia Records, como el primer sencillo del álbum fue un éxito, alcanzando el puesto #3 en el Hot 100. La semana siguiente el álbum baja 5 posiciones, y continuar por las siguientes semanas. Para hacer el álbum más exitoso, el sello lanzó el segundo sencillo "Where You Are", pero no pudo alcanzar el éxito de su predecesor "I Wanna Love You Forever". Mientras Sweet Kisses se mantuvo en el top 60 durante varias semanas, el sello decidió hacer un último intento de lanzar el tercer sencillo del álbum. "I Think I'm In Love With You" fue lanzado en mayo de 2000, se convirtió instantáneamente en un éxito en las emisoras de radio que ayudó a subir de los puestos y el álbum alcanzó el número #25 su posición más alta, en agosto de 2000. El álbum fue certificado 2 veces platino por la RIAA. El álbum ha vendido alrededor de 2 millones de copias en los EE. UU.
En Canadá alcanzó el #34 de las listas y fue certificado Platino por la CRIA. En Europa, el álbum tuvo un mejor desempeño en las listas, que alcanzó el número #4 en Noruega, que fue certificado Oro por ventas de 15 000 ejemplares y el número #5 en Suiza. En Japón, el álbum debutó en el número 16 en las listas de álbumes, por lo que es su único álbum hasta la fecha para trazar en el Top 20 en Japón. En el Reino Unido, donde los sencillos reunieron un rendimiento de gran movimiento comercial, el álbum debutó en el número 36. En Australia, el álbum debutó en el número 52, sorprendiendo a la disquera pues el álbum había dado lugar a dos Top 10 hits en el país. En total, Sweet Kisses ha vendido 5 millones de copias en todo el mundo.

## Lista de canciones
| N.º | Título                             | Escritor(es)                                            | Duración |  |
| 1.  | «I Wanna Love You Forever»         | Louis Biancaniello, Sam Watters                         | 4:20     |  |
| 2.  | «I Think I'm In Love With You»     | John Mellencamp, Cory Rooney, Dan Shea                  | 3:18     |  |
| 3.  | «Where You Are» (c/ Nick Lachey)   | Biancaniello, Nick Lachey, Manto Stamatopoulou, Watters | 4:30     |  |
| 4.  | «Final Heartbreak»                 | Eric Foster White                                       | 3:40     |  |
| 5.  | «Woman in Me» (c/ Destiny's Child) | A. Bagge, M. Beckman                                    | 3:51     |  |
| 6.  | «I've Got My Eyes on You»          | J. Aberg, P. Reins                                      | 3:35     |  |
| 7.  | «Betcha She Don't Love You»        | E. Rogers, Carl Sturken                                 | 4:14     |  |
| 8.  | «My Wonderful»                     | L. Jones, D. Sills                                      | 4:14     |  |
| 9.  | «Sweet Kisses»                     | A. Goldmark, J.D. Hicks, J. Houston                     | 3:23     |  |
| 10. | «Your Faith in Me»                 | Dave DeViller, Sean Hosein, Lacy                        | 4:24     |  |
| 11. | «Heart of Innocence»               | G. Baker, P. Carpenter, F.J. Meyers, Jessica Simpson    | 4:56     |  |

(Bonus Track) Japón/Reino Unido

| N.º | Título                        | Escritor(es)                | Duración |  |
| 12. | «I Can, I Will»               | Jamie Houston, Robbie Nevil | 4:26     |  |
| 13. | «You Don't Know What Love Is» | E. Rogers, Carl Sturken     | 4:22     |  |
| 14. | «Did You Ever Love Somebody»  | Marsha Malamet; Liz Vidal   | 4:22     |  |

## Listas de popularidad
| País           | Lista              | Posición | Ventas    | Certificación |
| -------------- | ------------------ | -------- | --------- | ------------- |
| Mundo          |                    |          |           |               |
| Mundo          | Top 40 Álbumes     |          | 4,000,000 | 4x Platino    |
| América        |                    |          |           |               |
| Canadá         | Top 100 álbumes    | 34       | 100,000   | Platino       |
| Estados Unidos | Billboard 200      | 25       | 2,000,000 | 2x Platino    |
| Europa         |                    |          |           |               |
| Noruega        | VG-lista           | 4        | 15,000    | Oro           |
| Suiza          | Top 100 Álbumes    | 5        | 1,000     | —             |
| Reino Unido    | Top 75 Álbumes     | 36       | 40,000    | —             |
| Finlandia      | Top 100 Álbumes    | 40       | 5,000     | —             |
| Austria        | Top 100 Álbumes    | 43       | 12,000    | —             |
| Bélgica        | Top 100 Álbumes    | 45       | 10,000    | —             |
| Suecia         | Top 100 Álbumes    | 55       | 9,000     | —             |
| Oceanía        |                    |          |           |               |
| Australia      | ARIA               | 52       | 25,000    | —             |
| Asia           |                    |          |           |               |
| Japón          | Oricon             | 16       | 100,000   | Oro           |
| Catar          | Qatar Music Charts | 11       | 146,000   | —             |

## Lanzamiento
| País           | Fecha                   | Disquera         |
| -------------- | ----------------------- | ---------------- |
| Estados Unidos | 23 de noviembre de 1999 | Columbia Records |
| Reino Unido    | 24 de abril de 2000     | Sony BMG Music   |

## Premios y nominaciones
| 2000                |                      |          |
| Teen Choices Awards | Choice Breakout      | Ganadora |
| Teen Choices Awards | Choice Love Song     | Ganadora |
| Teen Choices Awards | Choice Female Artist | Nominada |

## Reproducciones
| Sweet Kisses |            |
| Spotify      | 65.000.000 |
| Youtube      | 77.000.000 |

## Créditos y personal

### Créditos de producción
- Jessica Simpson - voz y coros.
- Anas Allaf - guitarra.
- Luis Biancaniello - teclado.
- Chris Camozzi - guitarra.
- Graeme Coleman - piano, director de orquesta.
- Destiny's Child - coros.
- Dave Deviller - guitarra acústica.
- Sherree Ford-Payne - coros.
- Productores: Louis Biancaniello, Dave Deviller, Andy Goldmark, Dan Shea, Jamie Houston, London Jones, Robbie Nevil, Evan Rogers, Corey Rooney, Carl Sturken, Sam Watters, Eric Foster White.
- Ingenieros de sonido: Steve George, Andy Goldmark, Scott Gutiérrez, Al Hemberger, Ben Holt, Martin Horenburg, Hank Linderman, Glen Marchese, Tim "Flash" Mariner, Michael "Wolf" Reaves, Steve Smith, Paul Wagner, Eric Foster White, Rob Williams.